# Sinagoga Històrica Justo Sierra 71
La Sinagoga Nidjei Israel, es troba en el carrer Justo Sierra número 71 del centre històric de la Ciutat de Mèxic, a Mèxic. L'edifici té una façana neocolonial típica, tanmateix les portes de fusta tenen gravada una estrella de David, un dels símbols principals del judaisme, ja que servia com a contrasenya per indicar la pràctica del culte. Va ser construïda l'any 1941 per immigrants jueus asquenazites provinents de l'Europa oriental.

## Història

Sinagoga Nidjei Israel a l'any de 1961

Servei religiós a l'interior del temple

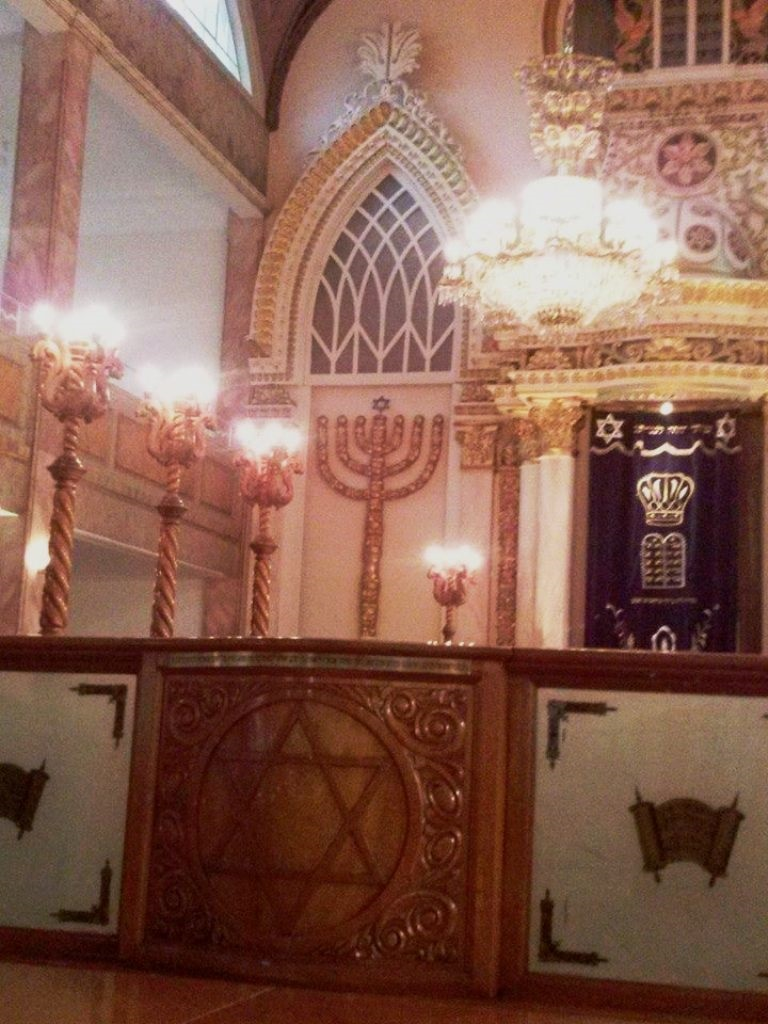
Aron ha-Qodeix

Aquest edifici va ser la tercera sinagoga de culte asquenazita ortodoxa, es va fundar principalment per immigrants polonesos, russos, ucraïnesos i lituans que van arribar a la Ciutat de Mèxic, alguns com emprenedors joves i uns altres a la recerca de pau i tranquil·litat per professar les seves creences religioses enmig d'una forta persecució que va tenir lloc en el continent europeu durant la segona meitat del segle xx.
Els immigrants jueus es van establir en el barri de La Merced, van viure en veïnatges colonials juntament amb altres immigrants, aquesta comunitat asquenazita va iniciar la seva tasca d'assimilació cultural i adaptació sense perdre les seves arrels religioses, per això van decidir congregar-se primer en els vells veïnatges, posteriorment van tenir reunions per establir una sinagoga de culte en algun indret proper al barri on vivien. Van obrir botigues de productes jueus i carnisseries kosher per a proveir el rebost familiar.
L'any de 1941 es va inaugurar la sinagoga Nidje Israel a l'interior de la casa número 71 del carrer de Justo Sierra, al capdavant hi havia una façana discreta, ja que l'únic símbol del judaisme eren les velles portes de fusta, però a l'interior de l'edifici es trobaven els espais de culte judaic concorde a l'ordre arquitectònic de la tradició hebraica ortodoxa.
Van ser molts els motius per mantenir aquesta sinagoga en la discreció i gairebé oculta dels ulls de tothom, entre aquests motius va haver-hi el fet de seguir la integració amb l'estil arquitectònic que tenien els altres edificis del mateix carrer, un altre motiu va ser evitar que la jerarquia catòlica tingués cap problema amb la comunitat, ja que l'indret era a prop de la catedral de Mèxic, aleshores els jueus no volien cridar gaire l'atenció, així doncs van tractar de passar desapercebuts.
La sinagoga Nidjei Israel es va crear amb base en la necessitat de llocs per resar plegats, conforme va créixer la comunitat jueva de Mèxic. En la part inferior de l'edifici es va construir un saló d'esdeveniments socials, lloc on tenien lloc les festes religioses o esdeveniments com ara les noces o la presentació dels infants de la institució hebraica. La sinagoga va funcionar com centre cerimonial, d'estudi, de celebracions i de treball comunitari fins a mitjans dels anys seixanta, aleshores va romandre tancada durant més de tres dècades.

### Inauguració
El 13 de desembre de 2009 es va reinaugurar amb un esdeveniment comunitari i va ser oberta de nou per albergar diverses activitats culturals i religioses. La comunitat ortodoxa va voler que aquest recinte religiós servís d'espai didàctic i cultural obert a tot el públic, on la gent pugui gaudir de l'arquitectura. Nidjei Israel és un edifici religiós i centre cultural de la comunitat jueva, obert a tot el públic, compta amb visites guiades i activitats, sent l'objectiu de totes les activitats la difusió de l'espai i de la cultura, sense cap afany de lucre. Després de la seva restauració que va culminar l'any 2009, la sinagoga va obrir les portes per compartir amb el públic la seva bellesa, la seva història i les altres manifestacions de la cultura jueva a Mèxic.

## Façana principal
La façana principal és barroca, ja que abans havia estat la façana d'un vell edifici colonial. Exteriorment el recinte sembla igual que els altres edificis del mateix carrer, tanmateix té dues grans portes de fusta, les quals van ser integrades a la sinagoga amb motius religiosos com ara l'Estrella de David, aquest símbol es feia servir com a contrasenya per indicar on es practicava el culte jueu. A l'hora de dissenyar l'Aron ha-Qodeix es va prendre com a referència la sinagoga de Shavel que havia estat a Šiauliai, Lituània.

## La música
La música és part del patrimoni immaterial del temple, els cors són un complement imprescindible pels actes de culte com ara les celebracions religioses i els esdeveniments socials. La música klezmer de la comunitat asquenazita és part d'aquest patrimoni, així com les orquestres de música de cambra i els càntics en hebreu.